# Francesc Cros Damunt
|  | Per al pedagog nascut a Vinaròs vegeu «Francesc Cros Reig» |

Francesc Cros Damunt (Reus, 1902 - Mendoza, 1993) va ser un obrer i cantant de sarsueles català.
De jove va estudiar música i cant, activitats per les que estava molt ben dotat, combinant-ho amb els treball manual en una fàbrica. Va publicar a la premsa reusenca algunes poesies que el van donar a conèixer entre la joventut local i aviat es va incorporar a un grup d'arts escèniques amb el qual es dedicà a cantar sarsueles desplaçant-se per Catalunya, l'estat espanyol i França. Va instal·lar-se a Barcelona, actuant amb les més importants companyies líriques. D'idees republicanes, durant la guerra civil va estar treballant en una fàbrica d'avions a la ciutat comtal. En la postguerra va ser detingut i internat en un camp de concentració i després empresonat. Alliberat el 1949, va marxar a Montevideo i després a Buenos Aires, i va fixar la seva residència a San Rafael de Mendoza. A Buenos Aires va ser contractat per una companyia de sarsueles integrada per espanyols exiliats que feien gires per tota l'Amèrica del Sud. Connectà amb grups de catalans exiliats i va publicar a la revista Ressorgiment de Buenos Aires. Feia setmanalment un programa de ràdio "L'hora catalana" dedicat a la divulgació musical (sardanes, cançons populars…) i històrica. Ell n'era el responsable de la part d'història de Catalunya. A la dècada dels anys seixanta cantava amb regularitat al Teatro Stella d'Italia de Montevideo. Van tenir molt bones crítiques les seves actuacions a "Los Gavilanes", "La del soto del parral" i "Molinos de viento".
A San Rafael de Mendoza va fundar una empresa dedicada a la fabricació de botons de plàstic que li van permetre de viure amb comoditat econòmica. A la seva jubilació va escriure un llibre de memòries: Recull de pàgines viscudes. Mendoza: Ilea, 1983 i va tornar a publicar poesia: Voces y raíces. San Rafael: Ilea, 1983.